# آهن‌ربای ابررسانا

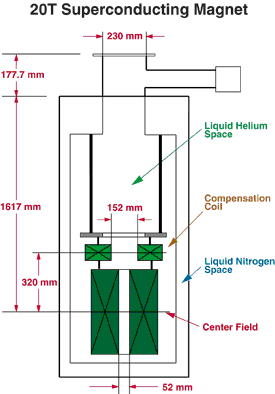
نمای کلی از یک آهنربای ابررسانای ۲۰ تسلایی.

آهن‌ربای ابررسانا یک آهنربای الکتریکی است که از سیم پیچ سیم‌های ابررسانا ساخته شده باشد. این سیم‌های ابررسانا نسبت به سیم‌های معمولی، جریان الکتریکی بسیار بیشتری را از خود می گذرانند و البته یک میدان مغناطیسی قوی تر پدید می‌آورند. نکته در اینجا است که هر چه آهنربای الکتریکی قوی تر باشد هزینهٔ کمتری به بار می‌آورد چون در هنگام کار انرژی کمتری را هدر می‌دهد و به گرما تبدیل می‌کند.

## ساخت

### سردسازی
در هنگام کار، سیم پیچ‌های مغناطیسی باید تا دمایی پایین‌تر از دمای بحرانی خود سرد شوند. دمای بحرانی دمایی است که در آن مواد سیم پیچ از حالت مقاومت معمولی بیرون می‌روند و به یک ابررسانا دگرگون می‌شوند. در ساخت سیم پیچ بیشتر ابررساناها از هلیم مایع برای سردسازی بهره برده می‌شود. هر چه دما پایین‌تر باشد سیم پیچ ابررسانا بهتر کار می‌کند. چون مواد با گذر جریان‌های بالاتر و در نتیجه میدان‌های مغناطیسی قوی تر همچنان به عنوان ابررسانا کار می‌کنند و دیرتر از حالت ابررسانایی خود خارج می‌شوند. امروزه دانشمندان به دنبال ابررساناهای با دمای بالایند تا برای سردسازی تنها از نیتروژن مایع (با دمای جوش ۷۷ کلوین) استفاده کنند و ناچار به استفاده از هلیم مایع نشوند.

### مواد
میدان مغناطیسی بحرانی ایجاد شده میان سیم پیچ‌ها Hc نام دارد که برای ابررساناهای نوع ۲، میدان بحرانی بالایی است. مسئلهٔ محدودکنندهٔ دیگر برای این سیم پیچ‌ها، جریان بحرانی یا Ic است که در آن مواد سیم پیچ از ابررسانایی دست می‌کشند. هم‌اکنون تلاش‌ها بر روی ساخت مواد سیم پیچ بهتر متمرکز شده‌است.
بیشتر ابررساناها از نیوبیوم-تیتانیم ساخته شده‌اند. این ماده دمای بحرانی ۱۰ کلوین دارد و می‌تواند تا ۱۵ تسلا ابررسانا بماند. آهنرباهای گرانتر از نیوبیم-قلع ساخته شده‌اند. دمای بحرانی این ابررسانا ۱۸ کلوین است و در دمای ۴٫۲ کلوین می‌توانند شدت میدان بسیار قوی تری را نسبت به دیگر ابررساناها پدید آورند (۲۵ تا ۳۰ تسلا). رشته‌ای کردن این ماده کمی دشوار است به همین دلیل گاهی آمیخته‌ای از نیوبیم و قلع برای بخش‌های میدان بالا و نیوبیم و تیتانیم برای میدان پایین بکار می‌رود. وانادیم-گالیم یک گونهٔ دیگر از مواد سازنده برای ساخت میدان‌های بالا است.

### سیم پیچ
سیم پیچ آهن رباهای ابررسانا از سیم یا نوار ابررساناهای نوع ۲ (مانند نیوبیم-تیتانیم یا نیوبیم-قلع) خود رشته سیم‌ها ضخامتی نزدیک به ۲۰ میکرون دارند.

## کاربرد

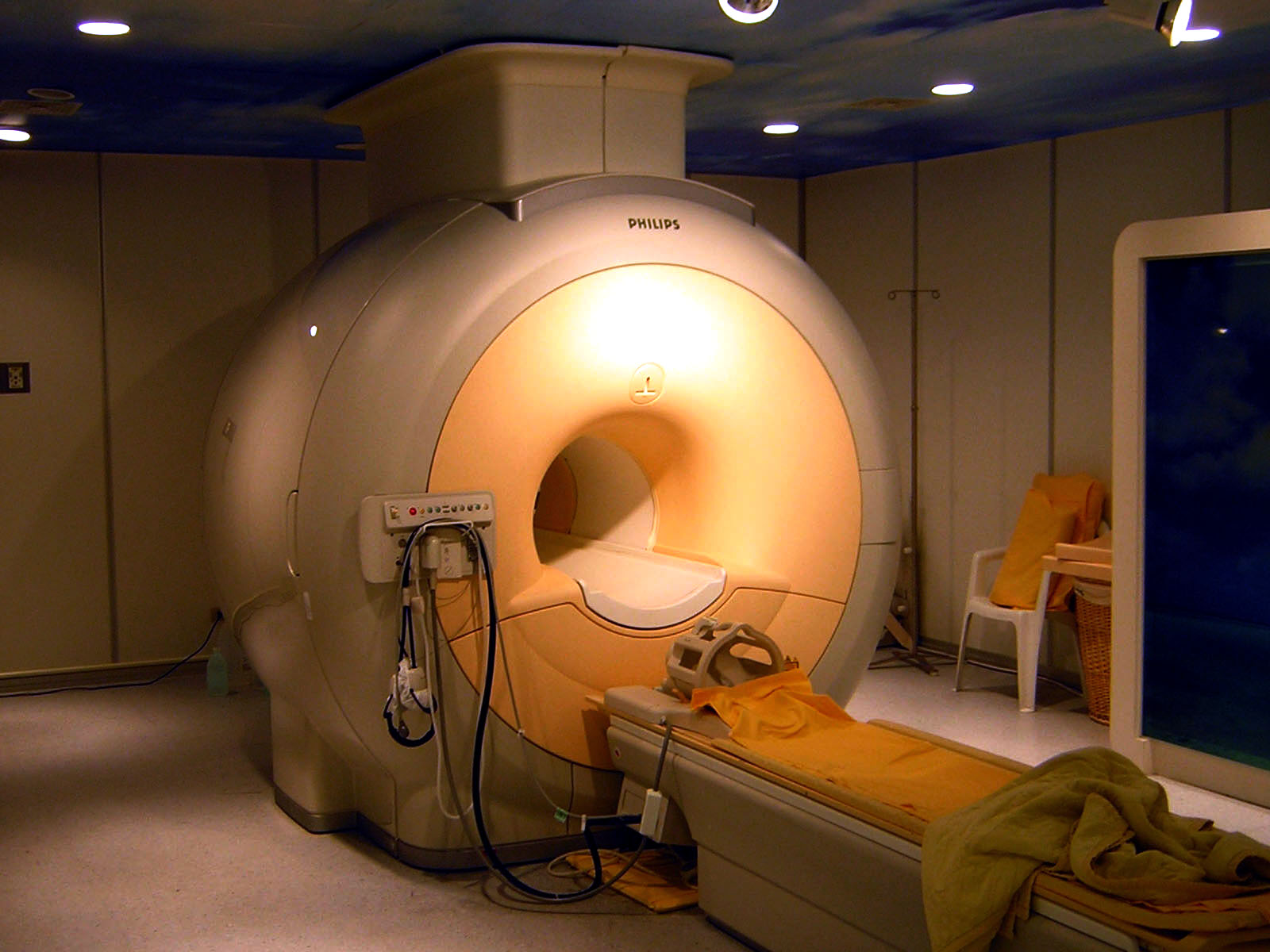
یک دستگاه ام‌آرآی که در آن آهنربای ابررسانا بکار رفته‌است.

مقاومت الکتریکی پایین این گونه آهنربا، امتیاز بزرگی نسبت به گونه‌های معمولی به‌شمار می‌رود. آهنربای ابررسانا می‌تواند میدان‌های مغناطیسی تا ده برابر قوی تر نسبت به آهنرباهای معمولی که به ۲ T محدودند، پدید آورد. میدان آن‌ها عموماً پایدارتر است و خطای کمتری پدید می‌آورد. می‌توانند در اندازه‌های کوچکتر ساخته شوند و فضای در میانهٔ آهنربا، جایی که میدان ساخته شده‌است، تهی است به جای آنکه با یک هستهٔ آهنی پُر شده باشد. روی هم رفته، این آهنرباها برای میدان مغناطیسی پرتوانی که درست می‌کنند برق بسیار کمتری نیاز دارند. تنها برقی که این آهنرباها به آن نیازمندند برای سردسازی است.
آهنرباهای ابررسانا به گستردگی در دستگاه‌های ام‌آرآی و ابزارهای تشدید مغناطیسی هسته، طیف‌سنجی جرمی، فرایند جداسازی مغناطیسی و شتاب‌دهنده ذره‌ای بکار می‌روند.
یکی از بزرگترین کاربردهای این گونه آهنرباها در شتاب‌دهنده ذره‌ای LHC است. آهنرباهای نیوبیم-تیتانیم با ۱٫۹ K کار می‌کند تا ایمنی کافی ۸٫۳ T فراهم شود. هر آهنربا ۷ MJ ذخیره می‌کند که در مجموع به ۱۰٫۴ GJ می‌رسد. یک یا دو بار در روز، هنگامی که به پروتون شتاب داده می‌شود و از  ۴۵۰ GeV به ۷ TeV می‌رسد، میدان مغناطیسی پیرامون از  ۰٫۵۴ T به ۸٫۳ T افزایش می‌یابد.
در یک طیف‌سنجی جرمی با دقت بالا قرار است تا با کمک آهنربای ابررسانا، میدان مغناطیسی ۲۱ تسلایی فراهم شود.